# Victor E. Marsden
Victor Emile Marsden, né le 8 juin 1866 et mort le 28 octobre 1920, est un journaliste et traducteur américain.

## Traductions
- N. D. Sergieevski, Finland: The Question of Autonomy and Fundamental Laws, Londres, Wyman & Sons, 1911
- Vsevolod Vladimirov, The Revolution in Finland under Prince John Obolensky, Londres, Wyman & Sons, Ltd., 1911[1]
- G. A. Evreinov, Russia's Policy in Finland, Londres, Wyman [& sons?] , 1912